# أولاد عبد الله (الطلوح)
أولاد عبد الله هي إحدى مشيخات المملكة المغربية، تتبع جغرافيا لإقليم الرحامنة وإداريًا لالطلوح. يقدر عدد سكانها بـ 32296 نسمة حسب الإحصاء الرسمي للسكان والسكنى لسنة 2004.